# Ernesto Seymonson
Ernesto Seymonson (Paramaribo, 11 september 1991) is een in Suriname geboren voetballer met de Nederlandse nationaliteit die onder andere voor FC Emmen speelde.

## Carrière
Seymonson doorliep de jeugdopleiding van sc Heerenveen, maar wist daar niet door te breken in het eerste elftal. In het seizoen 2010/11 maakt hij in het kader van een samenwerkingsverband deel uit van de selectie van FC Emmen, maar hij komt enkel aan spelen toe in het gezamenlijke beloftenelftal van sc Heerenveen en FC Emmen. Het seizoen daarop maakt hij, namens FC Emmen, wel zijn debuut in het betaald voetbal; op 9 september 2011 komt hij als invaller in het veld in de wedstrijd tegen Willem II (0-2 verlies). In de zomer van 2012 verruilde hij FC Emmen voor het Spaanse Orihuela CF. In het seizoen 2013/14 ging hij voor VV Unicum in zijn woonplaats Lelystad spelen. In het seizoen 2014/15 kwam hij uit voor ASV Dronten en vanaf medio 2016 speelde hij voor EFC '58

## Statistieken
| Seizoen | Club     | Competitie     | Wedstrijden | Doelpunten |
| ------- | -------- | -------------- | ----------- | ---------- |
| 2010/11 | FC Emmen | Eerste divisie | 0           | 0          |
| 2011/12 | FC Emmen | Eerste divisie | 1           | 0          |